# MatHaus

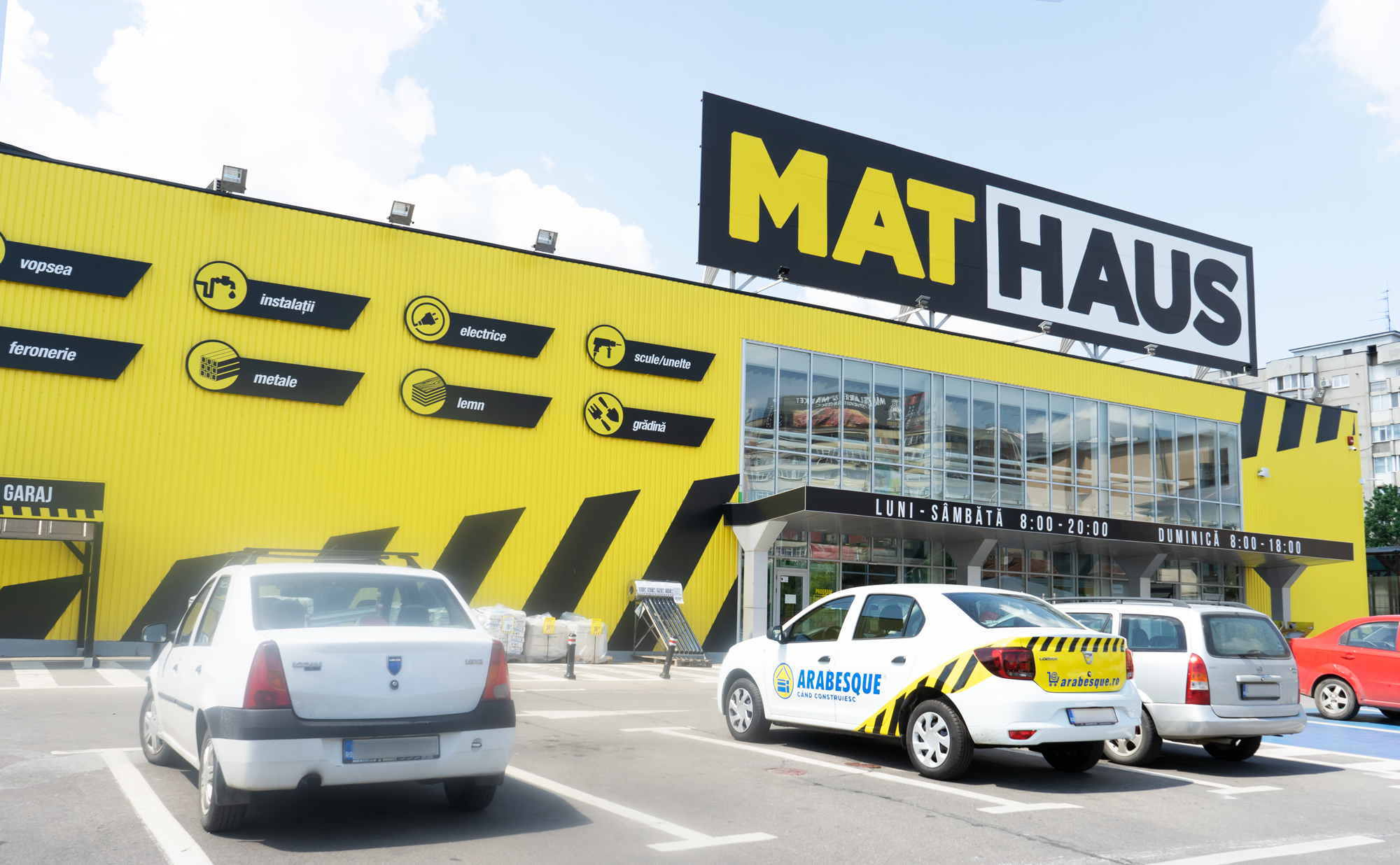
Magazin MatHaus în București

MatHaus este un lanț românesc de magazine de bricolaj și materiale de construcții deținut integral de către distribuitorul de materiale de construcții și finisaje Arabesque. Brandul MatHaus a fost lansat în anul 2017 ca divizie de retail a distribuitorului Arabesque.
Rețeaua MatHaus număra în 2025 un număr de 8 magazine, în București (Vitan), Iași, Pitești, Galați, Constanța, Craiova,Oradea și Suceava, precum și un magazin online propriu pentru vânzări pe internet. MatHaus se numără printre principalii retaileri de bricolaj din România.

## Istoric
La 9 martie 2017, Arabesque a deschis la Iași primul magazin sub sigla MatHaus, în urma unei investiții de circa 10 milioane de euro, magazinul înlocuind fosta unitate Mr. Bricolage din acel spațiu.
Inaugurarea din Iași a marcat premiera noului brand, asigurând totodată crearea a aproximativ 100 de locuri de muncă locale.
În anul 2018, odată cu expirarea contractului de franciză cu Mr. Bricolage, restul magazinelor din rețeaua Arabesque au fost trecute sub brandul MatHaus. Ultimul magazin rebranduit a fost cel din București (zona Vitan), care și-a redeschis porțile sub noua siglă pe 10 mai 2018. Arabesque a alocat un buget de circa 10 milioane de euro pentru rebrandingul unității din Vitan și modernizarea magazinelor din Galați, Constanța, Craiova, Pitești și Oradea, toate operate acum sub marca MatHaus. Astfel, până la sfârșitul lui 2018, rețeaua MatHaus ajunsese să cuprindă magazine în orașe importante precum Galați, Constanța, Craiova, Pitești, Oradea, Iași și București.
Cea mai recentă extindere a avut loc în anul 2023. La începutul lui 2023, Arabesque a deschis al optulea magazin MatHaus, în municipiul Suceava, în urma unei investiții de aproximativ 25 de milioane euro. Inaugurarea noului magazin de la Suceava a ridicat rețeaua MatHaus la un total de opt unități la nivel național.

#### Cifre și date financiare
- Număr de magazine: 8 (din 2023)
- Poziție pe piață: al 3-lea retailer de bricolaj din România după cifra de afaceri
- Cifra de afaceri consolidată: ~2,5 miliarde lei (Arabesque, anul 2023)

Număr de angajați: ~2.750 (Arabesque, anul 2023)
Datele financiare de mai sus includ atât operațiunile de retail MatHaus, cât și activitatea de distribuție angro a Arabesque, fiind raportate la nivelul întregului grup.